# Великий Шудугуж
Великий Шудугу́ж (рос. Большой Шудугуж, марій. Кугу Шудыгуж) — присілок у складі Кілемарського району Марій Ел, Росія. Входить до складу Кілемарського міського поселення.

## Населення
Населення — 9 осіб (2010; 38 у 2002).
Національний склад (станом на 2002 рік):
- марійці — 66 %